# Staráky
Staráky jsou systém světniček považovaný za skalní hrad východně od obce Kokořín v okrese Mělník. Jsou vytesány v pískovcových skalách v nadmořské výšce okolo 300 m. východně od kokořínského zámku na okraji přírodní rezervace Kokořínský důl. Odehrává se zde děj románu Cikáni.
Bylo-li místo hradem, může rozhodnout pouze archeologický výzkum. Argumentem pro je náročné vedení původní přístupové cesty, ale proti hovoří absence stop obvodového opevnění. Na skalní tvrz Staráky se vztahuje památková ochrana jako na jednu z položek v rámci památkově chráněného areálu kokořínského zámku.

## Historie
O lokalitě se nedochovaly žádné písemné zprávy a jméno Staráky je pravděpodobně novodobé. Jediný na místě nalezený keramický střep pochází ze 14. století.

## Stavební podoba
Staráky tvoří komplex světniček ve skalním bloku, který výrazně vystupuje do údolí. Přístupová cesta vedla úzkou skalní štěrbinou od jihu. Jedna velká světnička se nachází v nejnižší úrovni, ale další propojené místnosti se nacházejí ve třech výškových úrovních a jsou přístupné ve skále vysekanou chodbou. Na vrchol skalního bloku vedlo ve skále vysekané schodiště. Na vrcholu se nachází homolovitý pozůstatek nějaké stavby, ale není jisté, zda souvisela se středověkým hradem (mohla to být věž), nebo vznikla až během parkových úprav v pozdější době.

## Přístup
Lokalita se nachází na pozemku přístupném po neznačené cestě.